# Anthocercis viscosa
Anthocercis viscosa es una especie de arbusto de la familia de las solanáceas.

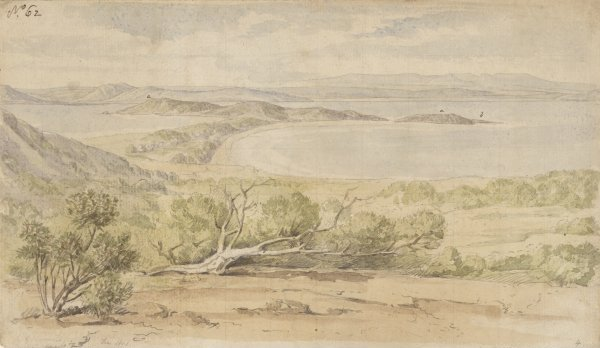
Ilustración

## Distribución y hábitat
Es nativa de la costa sur de Australia Occidental. 
Anthocercis viscosa por lo general alcanza un tamaño de entre 3 metros de altura y produce flores blancas o crema, entre mayo y febrero (finales de otoño a finales de verano) en su área de distribución natural.

## Taxonomía
Anthocercis viscosa fue descrita por Robert Brown y publicado en Prodromus Florae Novae Hollandiae, 448. 1810.
Etimología
Anthocercis: nombre genérico que deriva de las palabras griegas: anthos (una flor) y kerkis (rayo), en referencias a los estrechos lobos de la corola. 
viscosa: epíteto latino que significa "pegajoso".
Sinonimia
- Anthocercis viscosa var. baueriana Benth.		[5]